# Sonnberg (Gemeinde Hollabrunn)
Sonnberg ist ein Dorf in Niederösterreich und eine Ortschaft sowie Katastralgemeinde der Stadtgemeinde Hollabrunn im gleichnamigen Bezirk Hollabrunn. Die Ortschaft hat 605 Einwohner (Stand 1. Jänner 2024).

## Geographie
Das Dorf liegt ca. zwei Kilometer in südwestlicher Richtung der Stadt Hollabrunn.
Zur Ortschaft gehört auch die Einöde Rohrmühle.
Nachbarorte von Sonnberg in der Stadtgemeinde Hollabrunn sind Dietersdorf, Raschala und Wolfsbrunn.
| Oberfellabrunn | Hollabrunn                                  |          |
| Wolfsbrunn     | Kompassrose, die auf Nachbargemeinden zeigt | Raschala |
| Oberthern      | Dietersdorf                                 |          |

Sonnberg liegt im Tal des Göllersbach und wird von diesem durchflossen. Von der Nutzung des Göllersbach für die Wasserkraft zeugen zahlreiche Mühlen, die bis heute erhalten sind.

## Geschichte, Burg und Pfarre Sonnberg
1066 tauchte der erste Besitzer namentlich auf. Es war der Vohburger Rapoto. 1177 wird die Burg erstmals urkundlich erwähnt. In 8 Metern Tiefe führte ein unterirdischer Gang vom Schloss zum Ortsplatz. Dieser soll auch heute noch existieren, Genaueres ist jedoch nicht bekannt.
Im Jahre 1231 wurde Sonnberg im Kampf gegen Herzog Friedrich II. zerstört. Danach wechselte der Besitzer von Sonnberg ständig. 1377 kam Sonnberg in den Besitz der Eckartsauer. Von ihnen war bekannt, dass sie einen Pfleger auf der Burg hatten. 1497 hieß der neue Besitzer Rohrer. 1570 kam Sonnberg in den Besitz der Familie Gilleis. Wolf Georg von Gilleis ließ 1596 die veraltete und zerstörte Burg an einem anderen Standort, auch im Ort Sonnberg, wieder erbauen. Vom alten Schloss ist heute nichts mehr zu sehen.
Die römisch-katholische Pfarre Sonnberg wurde vor 1307 errichtet. Im Jahre 1620 ging die Pfarre ein und wurde 1784 von Kaiser Joseph II. wieder errichtet. Seither zählen auch die Orte Dietersdorf und Wolfsbrunn zur Pfarre.
1934 erwarb Erzherzog Anton Salvator von Habsburg-Lothringen das Schloss und ließ als begeisterter Privatpilot einen privaten Flugplatz anlegen. Ende des Zweiten Weltkrieges wurde Schloss Sonnberg eine Zeit lang als Lazarett verwendet. 1955 wurde das Schloss an die Justizverwaltung verkauft und ist seit 1973 eine moderne Strafvollzugsanstalt – die Justizanstalt Sonnberg – die für 350 Häftlinge Platz bietet.
Von 1871 bis 1949 bestand in Sonnberg eine eigene Haltestelle der Nordwestbahn (Österreich).
Laut Adressbuch von Österreich waren im Jahr 1938 in der Ortsgemeinde Sonnberg ein Bäcker, zwei Gastwirte, zwei Gemischtwarenhändler, eine Lederfabrik, eine Milchgenossenschaft, eine Mühle, ein Schmied, ein Schuster, ein Tischler, zwei Weinkellereien und einige Landwirte ansässig.
Mit 1. Jänner 1971 wurden die Gemeinden Dietersdorf und Wolfsbrunn nach Sonnberg eingemeindet.
Ein Jahr noch, bis Ende 1971 war Sonnberg eine eigenständige Gemeinde. Mit 1. Jänner 1972 wurde Sonnberg in die Stadtgemeinde Hollabrunn eingemeindet.

## Politik

### Bürgermeister der ehemaligen Gemeinde Sonnberg
- 1965–1971 Wilhelm Saliger

### Ortsvorsteher der Katastralgemeinde Sonnberg
- 1972–1972 Wilhelm Saliger
- 1972–1990 Franz Amon
- 1990–1995 Herbert Binder
- 1995–2005 Robert Bayer
- 2005–2010 Alfred Falschlehner
- seit 2010 Roman Heiden

## Vereine von Sonnberg
- Verein für Heimatpflege Sonnberg[7]
- Sportverein Sonnberg[8]
- Freiwillige Feuerwehr Sonnberg
- Akademie Sonnberg[9]

## Traditionelle Feste
Eines der bekanntesten Feste von Sonnberg ist das alljährliche Sportfest des Sportvereines Sonnberg. Das erste Sportfest wurde im Jahre 1974 veranstaltet.
2006 fand erstmals das Burgfest des Vereins für Heimatpflege Sonnberg statt.
Alle zwei Jahre findet in Sonnberg das Sonnberger Narrentreiben statt, wobei es sich um einen Faschingsumzug durch Sonnberg handelt.

## Sehenswertes
- Pfarrkirche Sonnberg
- Schloss Sonnberg